# Kingston (New Jersey)
Pour les articles homonymes, voir Kingston.

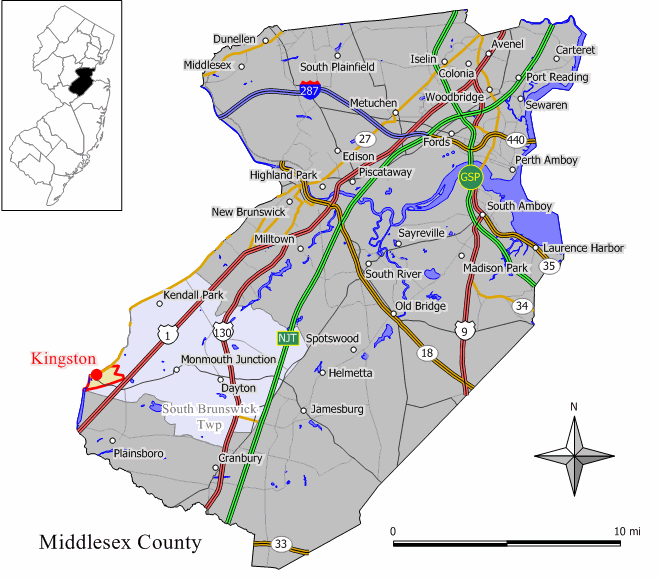
Localisation du village de Kingston sur la carte du New Jersey

Kingston est un census-designated place qui a été officiellement désigné comme un centre de village par la New Jersey State Planning Commission. Le village est situé dans le Township de South Brunswick dans le comté de Middlesex dans l'État du New Jersey aux États-Unis. 
La population de Kingston s'élevait à 1 292 habitants lors du recensement de 2000.